# Norman Geschwind
Norman Geschwind (* 8. Januar 1926 in New York City; † 4. November 1984 in Boston) war ein US-amerikanischer Neurologe und Neurowissenschaftler.

## Leben
Geschwind wurde an der Harvard Medical School in Boston und am National Hospital, Queen Square, in London medizinisch ausgebildet. Ab 1955 war er am Boston City Hospital tätig. Er forschte von 1956 bis 1958  am Massachusetts Institute of Technology über Muskelerkrankungen. Anschließend wechselte er ans Boston Veterans Administration Hospital. Seit 1962 war er Professor und ab 1966 leitete er die neurologische Abteilung der Universität Boston.

## Wissenschaftliche Leistungen
In Boston arbeitete er vor allem auf dem Gebiet der Sprachverarbeitung im Gehirn und der kortikalen Sprachstörungen (Aphasien). Ein klassisches Modell der Sprachverarbeitung wird Wernicke-Geschwind-Modell genannt. Ferner befasste er sich mit der Aufgabenteilung zwischen den Großhirnhemisphären und bewies die seinerzeit noch umstrittene funktionelle Asymmetrie des Gehirns.
Kurz vor seinem Tod entwickelte Geschwind mit seinen Kollegen Peter Behan und Albert Galaburda eine umfassende und weitreichende Hypothese zur Lateralisation des Gehirns. Sie wird heute nach den drei Wissenschaftlern als Geschwind-Behan-Galaburda-Modell bezeichnet.

## Ehrungen und Mitgliedschaften
- 1978: Mitglied der American Academy of Arts and Sciences

## Werke
- Norman Geschwind, Orrin Devinsky, Steven C. Schachter: Selected Publications on Language, Behavior and Epilepsy. Boston, Butterworth-Heinemann, 1997, ISBN 0-7506-9753-9